# Kid Glove Killer
Kid Glove Killer is een Amerikaanse misdaadfilm uit 1942 onder regie van Fred Zinnemann.

## Verhaal
Gerald I. Ladimer is een advocaat met ambities in de politiek. Hij doet zich voor als een strijder tegen de georganiseerde misdaad, maar in werkelijkheid speelt hij onder één hoedje met de criminelen. Zo gauw de burgemeester onraad begint te ruiken, ruimt Ladimer hem uit de weg. Een jonge politieapotheker weet hem te ontmaskeren.

## Rolverdeling
| Acteur          | Personage            |
| --------------- | -------------------- |
| Van Heflin      | Gordon McKay         |
| Marsha Hunt     | Jane Mitchell        |
| Lee Bowman      | Gerald I. Ladimer    |
| Samuel S. Hinds | Burgemeester Daniels |
| Cliff Clark     | Kapitein Lynch       |
| Eddie Quillan   | Eddie Wright         |
| John Litel      | Matty                |
| Cathy Lewis     | Bessie Wright        |
| Nella Walker    | Mevrouw Daniels      |